# Подвздошная кишка человека

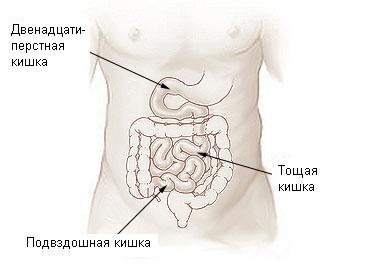
Расположение подвздошной кишки в брюшной полости человека

Подвздо́шная кишка́ челове́ка (лат. ileum) — нижний отдел тонкой кишки, идущий после тощей и перед верхним отделом толстой кишки — слепой кишкой, отделяемой от последней илеоцекальным клапаном (баугиниевой заслонкой). Подвздошная кишка располагается в правой нижней части брюшной полости и в области правой подвздошной ямки впадает в слепую кишку.

## Анатомия
Подвздошная кишка со всех сторон покрыта брюшиной (интраперитонеально). Подвздошная кишка, в отличие от двенадцатиперстной, имеет хорошо выраженную брыжейку и рассматривается (вместе с тощей кишкой) как брыжеечная часть тонкой кишки. Какой-либо чётко выраженной анатомической структуры, разделяющей подвздошную и тощую кишки, нет. Однако имеются чёткие различия между этими двумя отделами тонкой кишки: подвздошная имеет больший диаметр, стенка её толще, она богаче снабжена сосудами. Петли тощей кишки лежат главным образом влево от срединной линии, петли подвздошной кишки — главным образом справа от срединной линии.

## Строение
Подвздошная кишка — гладкомышечный полый орган. В стенке подвздошной кишки располагаются два слоя мышечной ткани: внешний продольный и внутренний циркулярный. Кроме того, гладкомышечные клетки имеются в слизистой оболочке кишки (создает возможность образовывать складки на слизистой оболочке для увеличения всасывающей поверхности).
Длина подвздошной кишки у взрослого человека достигает 1,3—2,6 м. У женщин короче, чем у мужчин. У живого человека кишка находится в тонически напряжённом состоянии. После смерти она растягивается и её длина может достигать 3,6 м. Внутренний диаметр кишки — около 27 мм.
Кислотность в подвздошной кишке нейтральная или слабощелочная и обычно находится в пределах 7—8 рН.

## Моторная активность
Моторная активность подвздошной кишки представлена разнообразными типами сокращений, в том числе перистальтическими и ритмической сегментацией. Частоты такого рода сокращений специфичны для подвздошной кишки и находятся в диапазоне 0,071—0,130 Гц.
Подвздошная кишка вырабатывает нейротензин. Этот нейропептид относится к регуляторам пищевого и питьевого поведения (анорексигенные вещества).

## Заболевания
- Илеоит (воспаление подвздошной кишки);
- Болезнь Уиппла;
- Рак подвздошной кишки;
- Дивертикул (выпячивание стенки; множество дивертикулов — дивертикулёз);
- Болезнь Крона;

## Диагностика
- общеклинический анализ крови;
- копрограмма;
- бактериологическое (паразитологическое) исследование кала;
- биохимические тесты (берётся общий уровень холестерина и триглицеридов, сахар, общий белок и его фракции, сывороточное железо);
- иммунологическое исследование крови;
- ультразвуковое исследование (УЗИ) органов брюшной полости;
- контрастная рентгеноскопия.